# Piotr Svídler
Piotr Veniamínovitx Svídler (en rus: Пётр Свидлер; nascut el 17 de juny de 1976 a Leningrad, actualment Sant Petersburg), també conegut com a Peter Svidler, és un jugador d'escacs rus, que té el títol de Gran Mestre des de 1994. Diversos cops Campió de Rússia, és un dels millors jugadors d'escacs del món.

A la llista d'Elo de la FIDE del maig de 2022, hi tenia un Elo de 2683 punts, cosa que en feia el jugador número 8 (en actiu) de Rússia, i el 54è millor jugador al rànquing mundial. El seu màxim Elo va ser de 2769 punts, a la llista de maig de 2013 (posició 10 al rànquing mundial).

## Resultats destacats en competició
Piotr Svídler va aprendre a jugar als sis anys. El 1992, als 16 anys, empatà amb Ragim Gasimov al Campionat Juvenil (open) de l'URSS. El 1994 va guanyar el Campionat del món Sub-18, i el mateix any va obtenir el títol de Gran Mestre.
El seu entrenador habitual és el Mestre Internacional rus Andrei Lukin, tot i que als torneigs més importants, qui li fa d'ajudant és el GM Aleksandr Motiliov. Ha guanyat cinc cops el Campionat de Rússia, els anys 1994, 1995, 1997, 2003, i 2008).
El 2000 guanyà el fort Torneig Magistral del Festival d'escacs de Biel, a Suïssa, i també la North Sea Cup a Esbjerg (ex aequo amb Mikhaïl Gurévitx). El 2001, va assolir les semifinals del Campionat del món d'escacs. El 2003 quedà empatat als llocs 1r a 4t a l'Aeroflot Open de Moscou (el campió fou Víktor Bologan).
Fou segon (empatat amb Viswanathan Anand) al Campionat del món d'escacs de 2005 (FIDE) a San Luís amb 8½ punts de 14 partides, 1½ punts rere el campió, Vesselín Topàlov. En una entrevista  concedida a World Chess Network va dir: "Em vaig preparar seriosament per San Luís, i això em va donar resultats. Però en general, dedico molt del meu temps a la meva dona i fills, de manera que el meu relatiu èxit de 2005 va ser una sorpresa agradable".
El seu resultat a San Luís li va permetre de classificar-se per al Campionat del món d'escacs de 2007. En aquell torneig va fer 6½ punts de 14 i va acabar 5è de vuit participants.
El 2006 fou segon rere Aleksandr Grisxuk al Campionat del món d'escacs blitz a Rishon Lezion, Israel, amb 10½ punts de 15 partides. El mateix any fou primer, empatat amb Vladímir Kràmnik al Torneig Internacional de Dortmund.
El setembre de 2008, va formar part (amb Ievgueni Tomaixevski, Ievgueni Alekséiev, Dmitri Iakovenko i Ernesto Inàrkiev) de l'equip rus que disputà el cinquè matx Rússia - Xina a Ningbo i hi puntuà 2/5 amb una performance de 2608. La Xina va guanyar el matx per un global de 26 a 24.
El desembre de 2010 empatà als llocs 3r-4t amb Aleksandr Grisxuk a la 63a edició del Campionat de Rússia (el campió fou Ian Nepómniasxi).
El setembre de 2011 participà en la Copa del món de 2011, a Khanti-Mansisk, un torneig del cicle classificatori pel Campionat del món de 2013, i hi va tenir una molt bona actuació: fou el guanyador del torneig, superant a la final n'Aleksandr Grisxuk (2½-1½).
Entre abril i maig de 2013 participà en el fort Memorial Alekhine, i hi acabà en desè lloc, amb 3/9 punts. L'agost de 2013 participà en la Copa del Món de 2013, on va tenir una bona actuació, i arribà als quarts de final, on fou eliminat per Dmitri Andreikin 1½–2½. L'octubre de 2013, a Nijni Nóvgorod, es proclamà campió de Rússia per setè cop en la seva carrera, després d'un matx de desempat a ràpides contra Ian Nepómniasxi.
L'octubre del 2015 fou subcampió de la Copa del Món després de perdre en el desempat contra Serguei Kariakin a la final. Així i tot, amb aquests resultat es classificà pel Torneig de Candidats de 2016. El juny de 2016 fou sisè a la Copa del President del Kazakhstan, de semiràpides, celebrada a Almaty (el campió fou Farrukh Amonatov).
El desembre de 2017, a Sant Petersburg, es proclamà per vuitè cop en la seva carrera Campió de Rússia, després d'empatar al primer lloc amb Nikita Vitiúgov i de guanyar-lo al play-off.

### Participació en olimpíades d'escacs
Svídler ha participat, representant Rússia, en tres Olimpíades d'escacs, entre 1997 i 2005, amb l'espectacular resultat de dues medalles d'or i una d'argent (per equips), i de dues medalles d'or i una de bronze (individuals).

## Altres activitats

### Escacs960
Svídler és també un destacat exponent dels escacs de Fischer (també anomenats Escacs960). Va guanyar la primera edició de l'Open Chess960 celebrada a Mainz, Alemanya. Al Mainz Chess Classic de 2003, va esdevenir Campió del món d'escacs960 en guanyar Péter Lékó en un matx a vuit partides. Va defensar el seu títol dos cops amb èxit, guanyant Levon Aronian el 2004 i Zoltán Almási el 2005, abans de perdre'l contra Aronian el 2006.

## Vida personal
Svídler està casat i té dos fills. A banda dels escacs, li agrada el cricket.
Juntament amb altres 43 jugadors d'escacs d'elit russos, Nepómniasxi va signar una carta oberta al president rus Vladímir Putin, protestant contra la invasió russa d'Ucraïna del 2022 i expressant solidaritat amb el poble ucraïnès.